# Linköpingsmötena
Linköpingsmötena kallas tre allmänkyrkliga möten som hölls i Linköping 1997, 2000 och 2002.
Sammankallande var biskop emeritus Bertil Gärtner. Mötena riktade sig till människor som vill bekänna sig till Kristus som Herre och som vill följa Guds ord som det är givet i Bibeln och bekännelseskrifterna.